# Antonio Andrés
José Antonio Andrés Guillén (* 18. Januar 1974 in Gandia) ist ein ehemaliger spanischer Sprinter, der sich auf den 400-Meter-Lauf spezialisiert hat und auch mit der spanischen 4-mal-400-Meter-Staffel Erfolge verzeichnen konnte.

## Sportliche Laufbahn
Erstmals international in Erscheinung getreten ist Andrés bei den Leichtathletik-Junioreneuropameisterschaften 1993, bei denen er im 400-Meter-Lauf als 14. bereits in der Vorrunde ausschied und auch mit der spanischen Staffel konnte er sich nicht für das Finale qualifizieren. Im Jahr 1997 konnte er sich erstmals für eine Meisterschaft im Seniorbereich qualifizieren, scheiterte aber bei den Leichtathletik-Hallenweltmeisterschaften 1997 erneut in der Vorrunde. Im Sommer desselben Jahres konnte er sich auch für die freiluft Weltmeisterschaften in Athen qualifizieren. Im darauffolgenden Jahr erreichte er das Halbfinale der Halleneuropameisterschaften in Valencia und gewann im Juli bei den Ibero-Amerikanischen-Meisterschaften mit der Staffel die Silbermedaille. Der vermeintliche Höhepunkt seiner Karriere gelang ihm wohl bei den Europameisterschaften in Budapest wenige Wochen später, als er erneut mit der spanischen Staffel die Bronzemedaille gewinnen konnte. Im Einzelbewerb erreichte er durch das Erzielen einer neuen persönlichen Bestleistung das Halbfinale. Im Jahr 1999 konnte er seine Bestleistung weiter verbessern und lief in Monachil eine Zeit von 46,23 s. Er konnte sich zwar wieder für die beiden Weltmeisterschaften qualifizieren, scheiterte aber erneut in den Vorrunden.
2000 fokussierte er sich stärker auf die kürzeren Sprintdistanzen und konnte dort seine Bestleistungen im 100- und 200-Meter-Lauf erreichen. Des Weiteren qualifizierte sich die spanische Staffel für die Olympischen Spiele in Sydney, wo sie den 20. Rang belegten. Im Jahr 2001 konnte sich Antonio Andrés ein letztes Mal für ein internationales Großereignis qualifizieren. Bei den Weltmeisterschaften 2001 im kanadischen Edmonton erreichte die spanische Staffel im Finale den 6. Rang.

## Bestleistungen

### Freiluft
- 100 m: 10,98 s (+0,7 m/s) in Alicante
- 200 m: 21,71 s (−0,2 m/s) in Alicante
- 400 m: 46,23 s in Monachil
- 4 × 400 m: 3:01,42 in Edmonton

### Halle
- 200 m: 21,81 s in Valencia
- 400 m: 47,14 s in Paris
- 4 × 400 m: 3:15,94 in Maebashi